# マウンテニア発電所
マウンテニア発電所 (Mountaineer Power Plant) は、アメリカ合衆国のウェストバージニア州ニューヘイブンに位置する火力発電所である。この発電所には高さ336mの煙突がある。1980年に竣工された。